# Madelaynne Montaño
Madelaynne Montaño Caicedo (ur. 6 stycznia 1983 w Tuluá) – kolumbijska siatkarka, reprezentantka Kolumbii, grająca na pozycji atakującej.
W latach 2009–2012 występowała w Korei Południowej, w drużynie KT&G Daejeon. W sezonie 2011/2012 w jednym z meczów zdobyła 54 punkty, co jest nieoficjalnym rekordem Świata. Wynik ten wyrównała również reprezentantka Dominikany Bethania de la Cruz.
W reprezentacji Kolumbii zadebiutowała w 2011 roku na Mistrzostwach Ameryki Południowej w Peru. Kolumbijki zakończyły turniej na 4 miejscu, a Made została wybrana najlepiej atakującą siatkarką.
Jej młodsza siostra Ivonne, również jest siatkarką.

## Sukcesy klubowe
Liga grecka:
- 2009

Liga południowokoreańska:
- 2010, 2012

Klubowe Mistrzostwa Świata:
- 2012

Liga Mistrzyń:
- 2013

Liga azerska:
- 2013

Puchar Turcji:
- 2015

Liga turecka:
- 2015

Superpuchar Polski:
- 2015

Puchar Polski:
- 2016, 2017

Liga polska:
- 2016, 2017

## Sukcesy reprezentacyjne
Puchar Panamerykański:
- 2022[3]

## Nagrody indywidualne
- 2011: Najlepsza atakująca Mistrzostw Ameryki Południowej
- 2013: Najlepsza punktująca Ligi Mistrzyń
- 2013: MVP azerskiej Superligi w sezonie 2012/2013
- 2013: MVP Mistrzostw Ameryki Południowej